# Sellerio
Sellerio est une maison d'édition italienne (sicilienne) fondée en 1969 à Palerme par Elvira Giorgianni-Sellerio et son mari le photographe Enzo Sellerio sur les conseils de l'écrivain Leonardo Sciascia et de l'anthropologue Antonino Buttitta. Son actuel directeur est Antonio Sellerio, fils d'Enzo et Elvira Sellerio.

## Historique
La maison d'édition est fondée en 1969 à Palerme par Elvira Sellerio. Elle débute en publiant Les Poisons de Palerme de Rosario La Duca, Les Lettres sur la Sicile d'Eugène Viollet-le-Duc, Les Actes relatifs à la mort de Raymond Roussel de Leonardo Sciascia et la Peinture sur verre en Sicile d'Antonino Buttita. Deux collections sont créées en 1976 (Les essais et L'histoire sicilienne) puis une troisième en 1979 (La memoria). 
Elle connait son premier grand succès commercial et critique avec l'Affaire Moro de Sciascia, en 1978. Cet écrivain a attiré d'autres auteurs et a conseillé des ouvrages à traduire en italien.
La maison d'édition a bénéficié également des collaborations de Nino Buttita, professeur d'anthropologie culturelle, doyen de la faculté des lettres de l'université de Palerme, et du peintre Bruno Caruso.
En 2019, le catalogue comptait plus de 3 000 titres.

## Auteurs italiens
- Luisa Adorno
- Giulio Angioni
- Sergio Atzeni
- Marco Balzano – prix Campiello 2015
- Gesualdo Bufalino
- Giosuè Calaciura
- Andrea Camilleri
- Luciano Canfora
- Gianrico Carofiglio
- Vincenzo Consolo
- Augusto De Angelis
- Giorgio De Simone
- Giorgio Fontana – prix Campiello 2014
- Carlo Lucarelli
- Andrea Molesini
- Giorgio Scerbanenco
- Leonardo Sciascia
- Adriano Sofri
- Antonio Tabucchi

## Auteurs traduits en italien
- Hector Bianciotti
- Roberto Bolaño
- Sergueï Dovlatov
- Margaret Doody
- Alicia Giménez-Bartlett
- Friedrich Glauser
- Manuel Vázquez Montalbán
- Vincent Schiavelli
- Maj Sjöwall
- Per Wahlöö
- Anthony Trollope
- Eça de Queiros
- Yves Bonnefoy
- Roger Caillois
- Michel Serres
- Angelo Rinaldi

## Séries
- La memoria
- La rosa dei venti
- Il contesto
- Il divano
- Alle 8 di sera
- Nuovo prisma
- La nuova diagonale
- Galleria
- Le indagini di Montalbano
- Biblioteca siciliana di storia e letteratura
- Corti
- Il castello
- Il gioco delle parti. Romanzi giudiziari
- Il mare
- La diagonale
- Le parole e le cose
- Tutto e subito
- Fine secolo
- Quaderni della Biblioteca siciliana di storia e letteratura
- L'Italia
- La città antica
- Teatro
- Nuovo Museo
- L'isola
- La civiltà perfezionata
- Fantascienza
- Prisma
- Museo
- La pietra vissuta
- Le favole mistiche
- Fuori collana
- App
- Narrativa per la scuola
- La memoria illustrata
- I cristalli
- I cristallini
- Varia
- Cataloghi
- Bel vedere
- Diorama
- L'occhio di vetro
- La Cuba